# Sphenomorphus cyanolaemus
Sphenomorphus cyanolaemus este o specie de șopârle din genul Sphenomorphus, familia Scincidae, descrisă de Robert F. Inger și Hosmer 1965. A fost clasificată de IUCN ca specie cu risc scăzut. Conform Catalogue of Life specia Sphenomorphus cyanolaemus nu are subspecii cunoscute.